# Czarna magia
Czarna magia – rodzaj praktyk magicznych stosowanych w złych intencjach lub opartych na wierze w możliwość odwoływania się do złej części sił demonicznych (jako że pierwotnie w części wierzeń etnicznych, np. Greków lub Słowian, demony miały charakter ambiwalentny), pojmowanych jako osobowe przeciwieństwa sił dobra i światła.
Istnieje wiele rozbieżności w pojmowaniu różnicy pomiędzy białą a czarną magią. Większość współczesnych magów należących do zachodniego kręgu kulturowego żadnemu rodzajowi magii nie przypisuje kolorów, twierdząc, że magia jest tylko narzędziem, a sposób jej wykorzystania zależy wyłącznie od woli maga, czarownika, szamana.

## Według islamu
Według hadisów, czarna magia istnieje naprawdę i wymaga współpracy z dżinnami. Muzułmanom jest to absolutnie zabronione. Mahomet powiedział:
„Odpowiednią karą dla czarnoksiężnika jest ścięcie mieczem”.

## W tradycji angielskiej
Angielskie prawo uważało czary i ich stosowanie za przestępstwo zagrożone karą śmierci, jednakże tak w Anglii, jak i na terenie jej kolonii, procesy o czary, w których nie stwierdzono negatywnych ich skutków, zdarzały się zdecydowanie rzadziej niż w Europie kontynentalnej. W instrukcji dla sędziów, wydanej przez króla i parlament w roku 1645, wyraźnie zaleca się różne postępowanie w zależności od skutków domniemanych czarów. Stąd powszechne było w Anglii ignorowanie praktyk białomagicznych (m.in. magii miłosnej czy odnajdywania zagubionych rzeczy).
Najwięcej procesów o czary i egzekucji czarownic w koloniach angielskich zdarzyło się w purytańskiej Nowej Anglii, tam też odbył się słynny proces w Salem. Chociaż miały tam również miejsce procesy czarownic oskarżanych jedynie o „białą magię”, to gdy oskarżenie o czary wiązało się z faktem czyjejś śmierci bądź choroby, podejmowano szybkie i stanowcze działania zmierzające do znalezienia i ukarania winowajców: domniemanych czarownic i czarowników.